# Motionless In White (Demo)
Motionless In White es el demo de la banda Motionless In White, grabado en el 2005. El demo contiene tres canciones, el demo fue grabado por la banda con una duración de 12 minutos.

## Listado de canciones
Todas las canciones escritas y compuestas por Motionless in White. 
| N.º | Título                     | Duración |  |
| 1.  | «Bleed In Black And White» | 4:02     |  |
| 2.  | «Trace Out The Heart»      | 4:23     |  |
| 3.  | «Violets Are Blue...»      | 3:40     |  |

## Personal
- Chris "Motionless" Cerulli - voz, guitarra rítmica, teclados
- Frank Polumbo - guitarra líder, coros
- Kyle White - bajo, coros
- Angelo Parente - batería, percusión